# Laurène Catani
Laurène Catani (* 8. April 1991 in Marseille) ist eine französische Handballspielerin auf der Rückraum Mitte. In der Variante Beachhandball ist sie französische Nationalspielerin.

## Hallenhandball
Laurène Catani begann im Alter von neun Jahren mit dem Handballspielen. Sie spielte seit der Saison 2008/09 für die erste Mannschaft von Toulon Saint-Cyr Var Handball. Sie blieb bei diesem Verein 12 Jahre, seit 2013 als Profispielerin. In ihrer zweiten Saison wurde sie mit der Mannschaft 2010 erstmals in der Vereinsgeschichte französische Meisterin. Während sie in ihrer ersten Saison noch den dritten Rang in der Meisterschaft feiern konnte, setzte für den Verein danach ein stetiger Abwärtstrend ein, bei dem es bestenfalls ein halten der Position, meist aber eine Verschlechterung der Leistung gab. Bis zu ihrem Wechsel war der Verein bis auf den zehnten Rang in der Liga abgerutscht. Im französischen Pokalwettbewerb gewann sie mit Toulon 2011 und 2012 den Titel, 2016 und 2018 erreichte sie das Finale. 2013 war sie mit ihrer Mannschaft wie 2011 und 2014 im Ligapokal Halbfinalistin. Mit Toulon kam sie auch international mehrfach zum Einsatz. In der EHF Champions League der Frauen 2010/11 scheiterte sie mit ihrer Mannschaft in der Gruppenphase. Im Wettbewerb der Pokalsieger scheiterten sie im Viertelfinale am Ferencvarosi Torna Club. Auch 2011/12 und 2012/13 startete sie mit Toulon im Europapokal der Pokalsieger und scheiterte beide Male in der dritten Runde, beide Male am HC Leipzig. Catani bestritt für Toulon 170 Spiele in der ersten und 20 Spiele für die zweite Mannschaft in der dritten Liga. Hinzu kommen 26 Play-Off- und 17 Play-down-Spiele sowie sieben Spiele im Ligapokal und 20 im Landespokal Frankreichs.
2020 wechselte Catani zum Spitzenclub und aufgrund der COVID-19-Pandemie abgebrochenen Saison 2019/20 verhinderten potentiellen französischen Meister der Saison, Brest Bretagne Handball. Sie unterschrieb einen Zweijahresvertrag. Mit ihrem neuen Verein spielt sie in der Saison sowohl um die französische Meisterschaft, wie auch in der Champions League. Im Viertelfinale kam es zum innerfranzösischen Duell mit dem ärgsten nationalen Konkurrenten um die Meisterschaft, Metz Handball. Mit Brest gewann sie 2021 die französische Meisterschaft sowie den französischen Pokal. Im Sommer 2021 wechselte sie zu Mérignac Handball.
International tritt Catani für Frankreich für die Studentinnen-Nationalmannschaft an. Zudem spielt sie für die Mannschaft der Universität Toulon-Var, mit der sie dreimal französische Studentinnenmeisterin war.

## Beachhandball
Frankreich nahm zwar an der zweiten und dritten Auflage der Beachhandball-Europameisterschaft teil, zog sich danach aber für mehr als zehn Jahre aus dem Sport zurück. Erst 2017 traten die Bleus zum dritten Mal bei einer EM an. So ist es nicht verwunderlich, dass Catani erst relativ spät zu internationalen Einsätzen im Beachhandball kam. 2016 gehörte sie zu den ersten berufenen Spielerinnen für den Neuaufbau des Nationalteams.
2017 wurde Catani erstmals für die Europameisterschaften am Jarun-See in Zagreb in die französische A-Nationalmannschaft berufen. Von den vier Spielen ihrer Vorrunde konnten die Französinnen einzig gegen Schweden gewinnen und zogen damit als Vorletzte der Gruppe gerade so in die Hauptrunde ein. in einem überaus schwachen Spiel der Französinnen gegen Norwegen war Catani mit drei Punkten hinter Oriane Ondono zweitbeste Scorerin ihrer Mannschaft. Von den vier Spielen der Hauptrunde gewannen sie das Spiel gegen die Spitzenmannschaft Ungarn im Shootout – Catani war gemeinsam mit Ondono mit je sechs erzielten Punkten hinter Clarisse Wild zweitbeste Werferin – und gegen Italien. Erneut kamen die Französinnen damit knapp in die nächste Runde, das Viertelfinale, wo sie an der Mannschaft aus Spanien klar scheiterten. Nach Sabrina Zazaï war Catani erneut mit sechs Punkten zweitbeste französische Punktejägerin. Die beiden weiteren Platzierungsspiele gegen Russland und die Niederlande wurden verloren und gewonnen, somit schloss Frankreich die EM auf dem siebten Platz ab. Catani kam in allen elf möglichen Spielen zum Einsatz und erzielte dabei 36 Punkte.
2018 rückte Frankreich bei der Weltmeisterschaft in Kasan, Russland nach, da Afrika keinen Vertreter entsandt hatte. Gegen Polen, Uruguay und Taiwan wurden alle drei Vorrundenspiele verloren, die beiden Letzten im Shootout. Gegen Uruguay war Catani mit 12 erzielten Punkten beste französische Werferin. Als Letzte ihrer Vorrundengruppe qualifizierte sich Frankreich nur für die Trostrunde. Gegen Mexiko, die USA und Australien wurden nun alle Spiele gewonnen. Auch das erste K.-o.-Spiel gegen Thailand wurde gewonnen, das folgende Spiel gegen Vietnam verloren. In diesem Spiel erzielte sie den sehr hohen Wert von 23 Punkten. Das letzte Spiel um den elften Platz wurde gegen Mexiko gewonnen. Erneut war Catani beste Werferin.

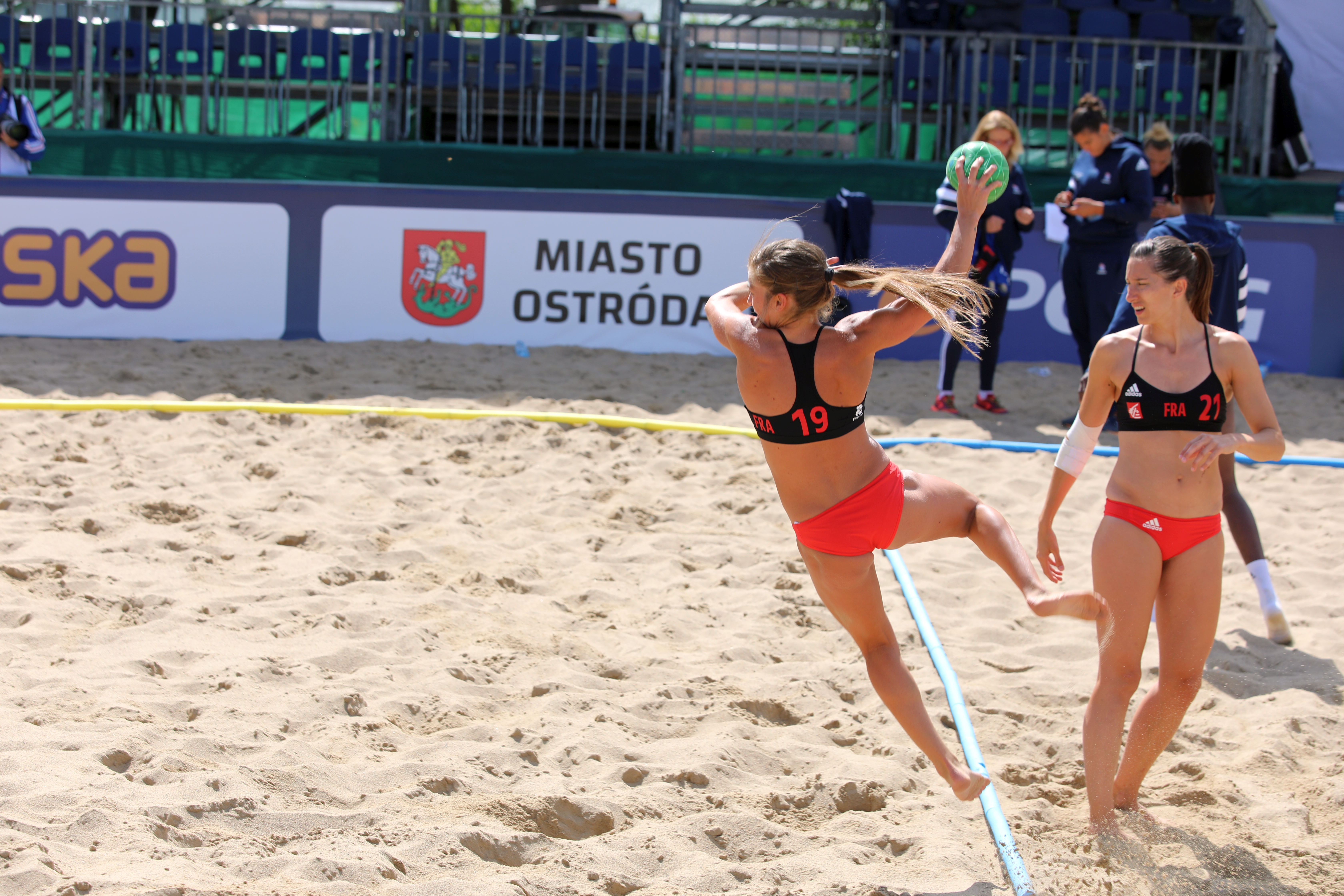
Catani, beobachtet von Marion Limal, beim Torwurf in der Aufwärmphase vor dem Trostrundenspiel gegen Rumänien bei den Europameisterschaften 2019

Ihr nächstes Turnier bestritt Catani bei den Europameisterschaften 2019 in Stare Jabłonki, Polen, wo sie sich mit Romane Frécon-Demouge in der Position des Specialist abwechselte oder auf Rechtsaußen eingesetzt wurde. Catani startete mit ihrer Mannschaft mit einer knappen Niederlage gegen die Portugiesinnen in das Turnier. Ihr zweites Spiel gegen Zypern gewannen sie überlegen, Catani war mit 12 Punkten beste Werferin Frankreichs. Gegen die Titel-Mitfavoritinnen aus Ungarn gab es im dritten Spiel eine sehr knappe Niederlage. Auch das vierte Vorrundenspiel ihrer Gruppe verloren die Französinnen gegen Polen, wenn auch überaus knapp, mit je einem Punkt Rückstand in den beiden Durchgängen. Dieses Mal war Catani mit zehn Punkten beste französische Werferin. Als Vorletzte ihrer Gruppe zogen die Französinnen in die Trostrunde ein. Hier konnten sie ihre drei Spiele gegen Russland knapp und gegen Rumänien und Slowenien deutlich gewinnen. Gegen Rumänien kam sie wie im folgenden ersten Platzierungsspiel nicht zum Einsatz: Bei den Platzierungsspielen verloren die Französinnen gegen die Gastgeberinnen aus Polen im Shootout. Das nächste Spiel gegen die Schweiz wurde im Shootout gewonnen. Auch das letzte Platzierungsspiel wurde gegen Italien klar gewonnen und Frankreich schloss das Turnier als 13. von 20 Mannschaften ab. Catani spielte alle möglichen zehn Spiele und erzielte 60 Punkte. Damit war sie nach Maud-Éva Copy zweitbeste Werferin der Französinnen.

## Einzelbelege
1. ↑  Handzone - Laurène CATANI : Stats et infos. Abgerufen am 8. April 2021 (französisch).
2. ↑  Sébastien Ribstein: Transfert | Brest récupère Laurène Catani en provenance de Toulon. 4. März 2020, abgerufen am 8. April 2021 (französisch).
3. ↑  LBE : Laurène Catani rejoint le Brest Bretagne Handball. 4. März 2020, abgerufen am 8. April 2021 (französisch).
4. ↑  Laurène Catani rejoint Mérignac. Abgerufen am 3. Mai 2021 (französisch).
5. ↑  Laurène Catani, capitaine de l’équipe de handball de l’UTLN - Université de Toulon. Abgerufen am 8. April 2021.
6. ↑  Handzone - France La France se lance dans le Beach Handball ! lundi 27 juin 2016 : Stats et infos. Abgerufen am 8. April 2021 (französisch).
7. ↑  European Handball Federation - 2017 Women's ECh Beach Handball / Final Tournament. Abgerufen am 17. November 2020 (englisch).
8. ↑  List of Kazan 2018 participants confirmed. Abgerufen am 5. Januar 2021 (amerikanisches Englisch).
9. ↑  Lancement de l’Euro 2019 de Beach Handball en Pologne. 2. Juli 2019, abgerufen am 5. Januar 2021 (französisch).
10. ↑  European Handball Federation - 2019 Women's ECh Beach Handball / Final Tournament. Abgerufen am 18. November 2020 (englisch).

| Personendaten    | Personendaten                                     |
| ---------------- | ------------------------------------------------- |
| NAME             | Catani, Laurène                                   |
| KURZBESCHREIBUNG | französische Handball- und Beachhandballspielerin |
| GEBURTSDATUM     | 8. April 1991                                     |
| GEBURTSORT       | Marseille                                         |